# Шеніс
Шеніс (нім. Schänis) — громада  в Швейцарії в кантоні Санкт-Галлен, виборчий округ Зее-Гастер.

## Географія
Громада розташована на відстані близько 125 км на схід від Берна, 40 км на південний захід від Санкт-Галлена.
Шеніс має площу 39,9 км², з яких на 4,7% дозволяється будівництво (житлове та будівництво доріг), 49,9% використовуються в сільськогосподарських цілях, 40,6% зайнято лісами, 4,8% не є продуктивними (річки, льодовики або гори).

## Демографія
2019 року в громаді мешкало 3876 осіб (+9,8% порівняно з 2010 роком), іноземців було 13,1%. Густота населення становила 97 осіб/км².
За віковим діапазоном населення розподілялося таким чином: 22,8% — особи молодші 20 років, 60,2% — особи у віці 20—64 років, 17% — особи у віці 65 років та старші. Було 1564 помешкань (у середньому 2,4 особи в помешканні).
Із загальної кількості 1408 працюючих 241 був зайнятий в первинному секторі, 458 — в обробній промисловості, 709 — в галузі послуг.